# Aleksandra Waliszewska
Aleksandra Waliszewska (Varsovia, 30 de enero de 1976) es una pintora e ilustradora polaca.

## Biografía

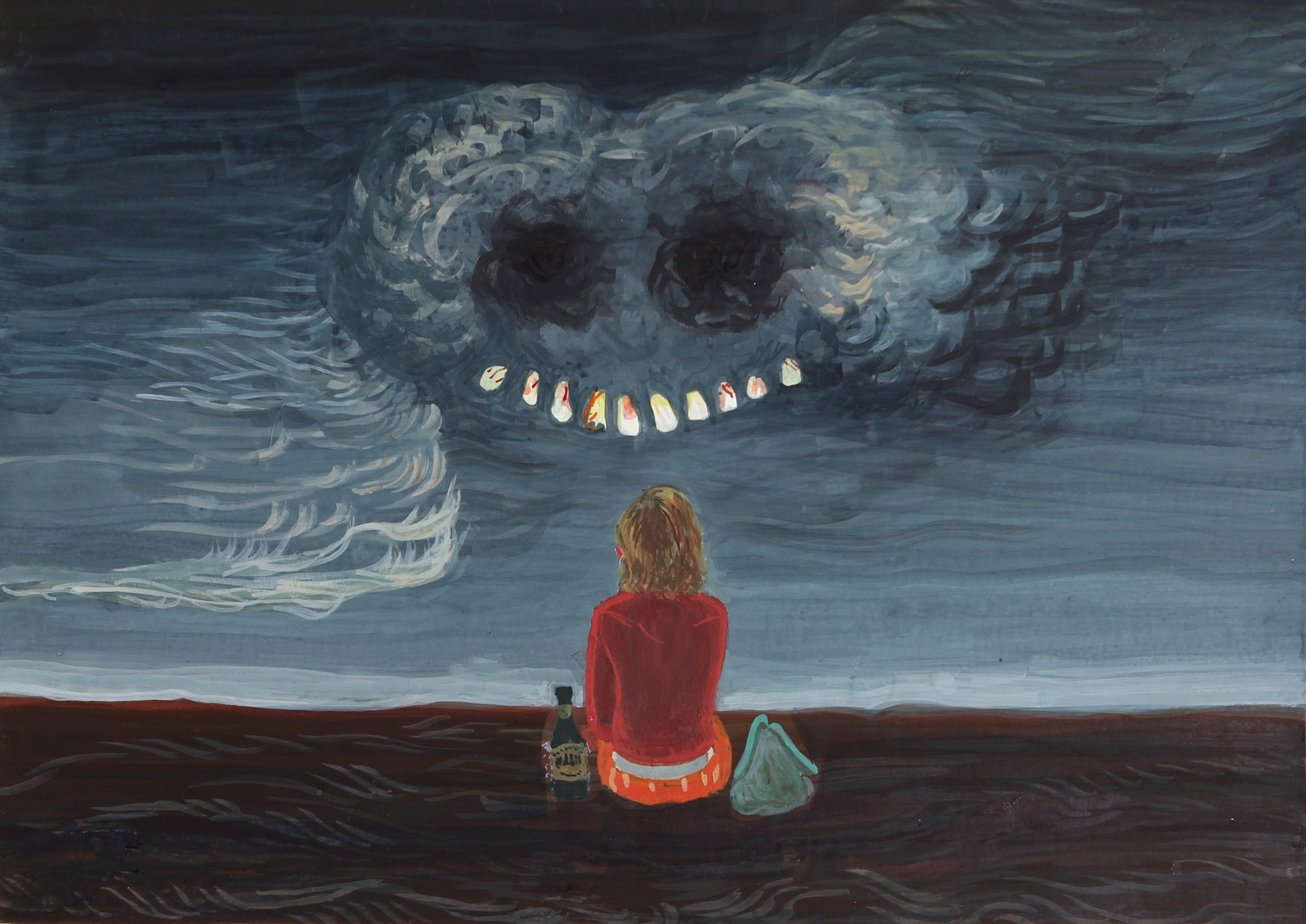
Bez tytułu (Sin título) (2012-2013)

Graduada en la Academia de Bellas Artes de Varsovia, en 2001 obtuvo un diploma con distinción en el estudio del profesor Wiesław Szamborski. 
En 2003 recibió una beca del Ministerio de Cultura y Patrimonio de la Cultura y del Arte, y su obra fue publicada por "My Dance The Skull", "Fukt", "United Dead Artists", "Les Editions Du 57", "Drippy Bone Books" y "Editions Kaugummi". Además, Aleksandra Waliszewska es autora de las ilustraciones de The Glazier's Gift (El regalo del cristalero) de Kazimiera Dębska.  
En 2008 la artista abandonó la pintura de caballete a favor del gouache realizado en papel A4. Pintando una media de una obra al día, en 2010 llegaría a una colección que contaría con unas 2 000 obras.  
En diciembre de 2010 fue finalista en la versión polaca del Henkel Art Award.
En 2012 colaboró en la escritura del guion y participó como personaje en el cortometraje titulado The Capsule, que fue dirigido por Athina Rachel Tsangari y encargada por la Dakisa Ioannou/Deste Foundation.
En 2013, en la feria de arte ARCO de Madrid, recibió el premio de la Asociación Española de Críticos de AECA.

## Estilo
Las primeras pinturas de Aleksandra Waliszewska se inspiran en el arte del Quattrocento italiano y la artista ha destacado claramente este valor estilístico, pintando los lienzos al estilo de Piero della Francesca, Masaccio o Giotto. Ha demostrado mucho interés en el color, el estado de ánimo y la manera de colocar la pintura de los maestros del siglo XV. Pero las obras de este periodo de Waliszewska también recuerdan las obras de Vermeer (la atmósfera del interior), Balthus y los primeros Picasso. Como ha explicado en declaraciones a la prensa, sus pinturas son una mezcla de motivos seleccionados de la pintura antigua y sus propias experiencias y observaciones. Por ello, en el paisaje renacentista se ven elementos extraídos del presente así como composiciones y figuras similares a obras murales de Uccello los claustros de Santa María Novella de Florencia o los disturbios mustios de las obras de Chirico.
También es recurrente en la obra figurativa de Waliszewska los autorretratos, de chicas jóvenes desnudas que caminan por prados, al borde del mar, plazas urbanas vacías, etcétera. La artista ha admitido en entrevistas que prefiere no tener que trabajar con modelos en vivo, y a menudo presenta su cuerpo deformado y envejecido, revelando diferentes valores expresivos. Sus personajes son de estilo escultórico y de una solidez extraída del claroscuro, con figuras andróginas, y telas panorámicas con escenas muy uniformes similares a los frisos de las villas de Pompeya, con narraciones misteriosas, herméticas e incomprensibles para la percepción contemporánea. Para Waliszewska, la composición de la imagen parece ser la más importante, mientras que la temática un tema secundario.
Este estilo ha ido variando y ha introducido algunas visiones inquietantes y macabras como extraídas de pesadillas de infancia. Según ella colorear jóvenes en situaciones opresivas la motiva, la mezcla de perversión y hadas al mismo tiempo, los juegos idílicos de pequeñas heroínas se mezclan con sofisticados horrores y todo está impregnado de un erotismo fuertemente acentuado. Los animales salvajes y los monstruos aterradores entran en relación con las jóvenes: objetos de fantasías sexuales oscuras. Las jóvenes son a veces víctimas, a veces iniciadores de la violencia, la inocencia de las jóvenes se entrelaza con algo demoníaco y repulsivo. En la obra Śmierć pedofilia przedstawia (La muerte de un pedófilo) muestra a una chica lejos de la cabeza de hombre que sale del suelo; en otra imagen, la chica bebe con impaciencia un líquido rojo de una botella que parece sangre que le chorrea por la barbilla y que le mancha la blusa.
En los últimos trabajos de Waliszewska, se pueden encontrar referencias a traumas reales, como clímax conocidos de películas de terror o películas de vampiros, así como representaciones o imágenes arquetípicas que se parecen al bestiario medieval, además de fuentes de inspiración contemporáneas, tales como videojuegos de ordenador, imágenes tomadas de internet y cómics.

## Exposiciones

### Exposiciones individuales seleccionadas
- 2013 - "Take 5", Centro de Arte Contemporáneo de Ujazdowski en Varsovia.
- 2012 - "Przyre dziecko", Centro de arte contemporáneo Castillo de Ujazdowski, Varsovia.
- 2011 - "Chapter Three: Pain", Galería ReMap3, Atenas.
- 2010 - "Heroes of might and magic", Centro de arte contemporáneo Castillo de Ujazdowski, Varsovia.
- 2006 - "Aleksandra Waliszewska – Malarstwo", Galería Opus, Łódź.
- 2005 - "Narcyz", Galería Karowa, Varsovia.
- 2003 - Wystawa malarstwa w Galerii Maceta, Warszawa; Una exposición de pinturas en la Galería Promocyjna de Varsovia.[11]
- 2002 - Wystawa malarstwa w Galerii Maceta, Warszawa; Una exposición de pinturas en la Galería DAP de Varsovia.
- 2001 - "Światło", Karowa Gallery, Varsovia.
- 2000 - "Sen y dziewczyna" (un sueño y una chica), Galería Karowa, Varsovia.
- 1998 - Galería Aktyn, Varsovia.
- 1997 - Galería Aneks, Varsovia.

### Exposiciones colectivas seleccionadas
- 2011 - "Sweatboxing 2", Galería Leto, Varsovia; "Frédéric Magazine", Galería Jean Marc Thèvenet, París.
- 2010 - "Nawet o tym anido myśl" (Ni siquiera lo pienses), Galería Leto, Varsovia; Sinfonia Varsovia, Varsovia.
- 2009 - "Kwiaty na poddaszu" (Flores al ático), apartamento de Geppert, Wrocław; "Yo era un perro", BWA Wrocław, Galería Design.
- 2007 - "Sami o sobie", Galería de Arte Municipal, źódź.
- 2006 - "Malarstwo XXI wieku" (Pintura del siglo XXI), Galería Nacional de Arte - Zachętu, Varsovia.
- 2002 - "Natura rzeczy" (Naturaleza de las cosas), Galería DAP, Varsovia.
- 2001 - "Ni pies ni wydra", Galería Karowa, Varsovia.
- 1998 - "Prawdziwe życie aniołów" (La vida real de los ángeles), Galería Karowa, Varsovia.
- 1996 - "Express Polonia", Budapest.

## Filmografía
- Dog Days (2019), departamento artístico y pintura, diseño del cartel y fotografía.
- Stwór (2015), departamento de vestuario, diseño gráfico del vestuario, e inspiración del vestuario de la Creature.[12]
- The Capsule (2012), actriz secundaria y coguionista del cortometraje.[13]